# Bahnhof Okeechobee
Der Bahnhof Okeechobee ist ein Bahnhof im Fernverkehr und wird von Amtrak betrieben. Er befindet sich im nördlichen Stadtgebiet Okeechobees (Florida), wo die Bahnstrecke den U.S. Highway 441 kreuzt.

## Geschichte
Im Jahr 1924 wurde von der Seaboard Air Line Railroad ein Betriebswerk errichtet. 2011 erbaute Amtrak im Bahnhof einen neuen Wartesaal, dessen Kosten sich auf 1,5 Mio. USD beliefen.

## Schiene
| Linie       | Laufweg                                                                            |
| ----------- | ---------------------------------------------------------------------------------- |
| Silver Star | Miami Airport – ... – West Palm Beach – Okeechobee – Sebring – ... – New York City |